# CyberFront
CyberFront Corporation – japoński wydawca i producent gier komputerowych z siedzibą w Japonii. Firma został utworzona w 1998 roku. W marcu 2013 roku została przejęta przez Kaga Electronics, a następnie rozwiązana 19 grudnia tego samego roku.

## Wydane gry
Źródło: Mobygames
- A Vampyre Story
- Beowulf: The Game
- Bully: Scholarship Edition
- Bust-A-Move 2
- Bust-A-Move 4
- Civilization Tokubetsu Gentei Package
- Counter-Strike 1 Anthology
- Counter-Strike: Source
- Crusader Kings: Deus Vult
- Crusader Kings: Deus Vult z Europa Universalis II
- Day of Defeat: Source
- Densha de Go! 2
- East India Company
- Europa Universalis II
- Europa Universalis III
- Europa Universalis III: Complete
- Europa Universalis III: Napoleon's Ambition
- Europa Universalis: Rzym
- F.E.A.R. 2: Project Origin
- G Darius
- Grand Theft Auto: Chinatown Wars
- Grand Theft Auto IV
- Ground Control II: Operation Exodus
- Half-Life 1 Anthology
- Half-Life 2: Episode One
- Half-Life 2: Episode Pack
- Half-Life 2 (Game of the Year Edition)
- Hearts of Iron
- Hearts of Iron Anthology
- Hearts of Iron II
- Hearts of Iron II: Doomsday
- Hearts of Iron II: Doomsday – Armageddon
- Hearts of Iron II: Doomsday Upgrade Pack
- Hearts of Iron II: Doomsday z Armageddon
- Hulk
- Major League Baseball 2K8
- Myst
- The Orange Box
- Portal
- Princess Maker 2
- Raiden II
- Raiden III
- Serious Sam II
- Serious Sam: Pierwsze starcie
- Serious Sam: Drugie starcie
- Sid Meier’s Civilization III (Complete)
- Sid Meier’s Civilization IV
- Sid Meier’s Civilization IV: Beyond the Sword
- Sid Meier’s Civilization IV: Colonization
- Sid Meier’s Civilization IV: Warlords
- Sid Meier’s Civilization: Revolution
- Sid Meier’s Railroads!
- SiN Episodes: Emergence
- Supreme Ruler 2020
- Team Fortress 2
- Wiedźmin 2: Zabójcy królów
- Victoria: An Empire Under the Sun
- Victoria Complete Pack
- Victoria: Revolutions
- Vietcong 2

## Skonwertowane gry
Źródło: Mobygames
- Bust-A-Move 3 DX
- Bust-A-Move 4
- Densha de Go!

## Dystrybuowane gry
Źródło: Mobygames
- Grand Theft Auto: Chinatown Wars
- Mount&Blade: Warband